# Héctor Morán
Héctor Eduardo Morán (Durazno, 13 februari 1962) is een voormalig  profvoetballer uit Uruguay. Hij speelde als middenvelder en beëindigde zijn actieve carrière in 1998 bij Central Español. Met Club Nacional won onder meer de Copa Libertadores in 1988.

## Interlandcarrière
Morán speelde in totaal 23 interlands voor zijn vaderland Uruguay, en scoorde één keer voor de Celeste. Onder leiding van bondscoach Roberto Fleitas maakte hij zijn debuut voor de nationale ploeg op 7 augustus 1988 in de vriendschappelijke uitwedstrijd tegen Colombia (2-1), evenals Nelson Cabrera, José Oscar Herrera en Rubén Pereira. Hij nam met zijn vaderland twee keer deel aan de strijd om de Copa América (1991, 1993).

## Erelijst
Club Nacional
- Copa Libertadores

1988
- Copa Interamericana

1989
- Recopa Sudamericana

1989
- Copa Intercontinental

1988
 Olimpia Asunción
- Liga Paraguaya

1995